# Krasnyj Pachar (rejon rylski)
Krasnyj Pachar (ros. Красный Пахарь) – chutor w zachodniej Rosji, w sielsowiecie krupieckim rejonu rylskiego w obwodzie kurskim.

## Geografia
Miejscowość położona jest nad rzeką Obiesta, 6,5 km od centrum administracyjnego sielsowietu krupieckiego (Krupiec), 30 km od centrum administracyjnego rejonu (Rylsk), 133 km od Kurska.

## Demografia
W 2010 r. miejscowość zamieszkiwało 37 osób.